# Bruno Pereirinha
Bruno Pereirinha (ur. 2 marca 1988 w Sintrze) – portugalski piłkarz występujący najczęściej na pozycji ofensywnego bądź prawego pomocnika. Od 2017 gra w CF Os Belenenses.

## Kariera klubowa
Bruno Pereirinha jest wychowankiem CF Os Belenenses, skąd w wieku 16 lat trafił do lizbońskiego Sportingu CP. W 2006 został wypożyczony do drużyny Olivais Moscavide, w której rozpoczął zawodową karierę. Rozegrał dla niej 9 ligowych pojedynków, po czym powrócił do Sportingu. Wcześniej do zespołu z Lizbony trafił klubowy kolega Pereirinhi z Olivais – Miguel Veloso.
Debiut w pierwszej lidze portugalskiej Pereirinha zaliczył 13 stycznia 2007 w zremisowanym 0:0 meczu z CF Os Belenenses, kiedy to w 71. minucie zmienił Alecsandro. 20 maja strzelił natomiast swojego pierwszego gola dla Sportingu, a lizbońska drużyna pokonała wówczas CF Os Belenenses 4:0. Pereirinhi udało się też zadebiutować w rozgrywkach Ligi Mistrzów, w których po raz pierwszy zagrał 19 września 2007 w spotkaniu z Manchesterem United. Sporting odpadł z Champions League, ale zgodnie z zasadami zapewnił sobie wówczas grę w Pucharze UEFA. Pereirinha zadebiutował w nim 21 lutego 2008 w meczu przeciwko szwajcarskiemu FC Basel.
Od początku pobytu w Sportingu Pereirinha pełnił w nim rolę rezerwowego, jednak regularnie dostawał szanse gry. 22 czerwca 2010 Portugalczyk został wypożyczony na rok do Vitórii SC z miasta Guimarães, a następnie do greckiej Kavali. W 2013 roku został zawodnikiem S.S. Lazio.

## Kariera reprezentacyjna
Pereirinha ma za sobą występy w młodzieżowych reprezentacjach Portugalii, między innymi w drużynie do lat 21.